# Г'юстон (Делавер)
Г'юстон (англ. Houston) — місто (англ. town) в окрузі Кент штату Делавер США. Населення — 381 особа (2020).

## Географія
Х'юстон розташований за координатами 38°55′4″ пн. ш. 75°30′15″ зх. д. / 38.91778° пн. ш. 75.50417° зх. д. (38.917715, -75.504106).  За даними Бюро перепису населення США в 2010 році місто мало площу 0,87 км², уся площа — суходіл. В 2017 році площа становила 0,99 км², уся площа — суходіл.

## Демографія
Згідно з переписом 2010 року, у місті мешкали 374 особи в 141 домогосподарстві у складі 108 родин. Густота населення становила 431 особа/км².  Було 157 помешкань (181/км²).
Расовий склад населення:
| - 92,0 % — білих - 5,3 % — чорних або афроамериканців - 0,8 % — азіатів - 0,5 % — корінних американців - 0,5 % — осіб інших рас |

Частка іспаномовних становила 3,7 % від усіх жителів.
За віковим діапазоном населення розподілялося таким чином: 23,3 % — особи молодші 18 років, 64,1 % — особи у віці 18—64 років, 12,6 % — особи у віці 65 років та старші. Медіана віку мешканця становила 40,6 року. На 100 осіб жіночої статі у місті припадало 104,4 чоловіків;  на 100 жінок у віці від 18 років та старших — 99,3 чоловіків також старших 18 років.
Середній дохід на одне домашнє господарство  становив 67 386 доларів США (медіана — 59 375), а середній дохід на одну сім'ю — 77 077 доларів (медіана — 68 250). За межею бідності перебувало 16,8 % осіб, у тому числі 23,4 % дітей у віці до 18 років та 13,0 % осіб у віці 65 років та старших.
Цивільне працевлаштоване населення становило 199 осіб. Основні галузі зайнятості: роздрібна торгівля — 21,6 %, освіта, охорона здоров'я та соціальна допомога — 16,1 %, публічна адміністрація — 9,0 %, науковці, спеціалісти, менеджери — 9,0 %.